# Kámoni arborétum
Kámoni arborétum är ett arboretum i Ungern. Det ligger i Szombathely i den västra delen av landet, 190 km väster om huvudstaden Budapest. 